# Cor van Deutekom

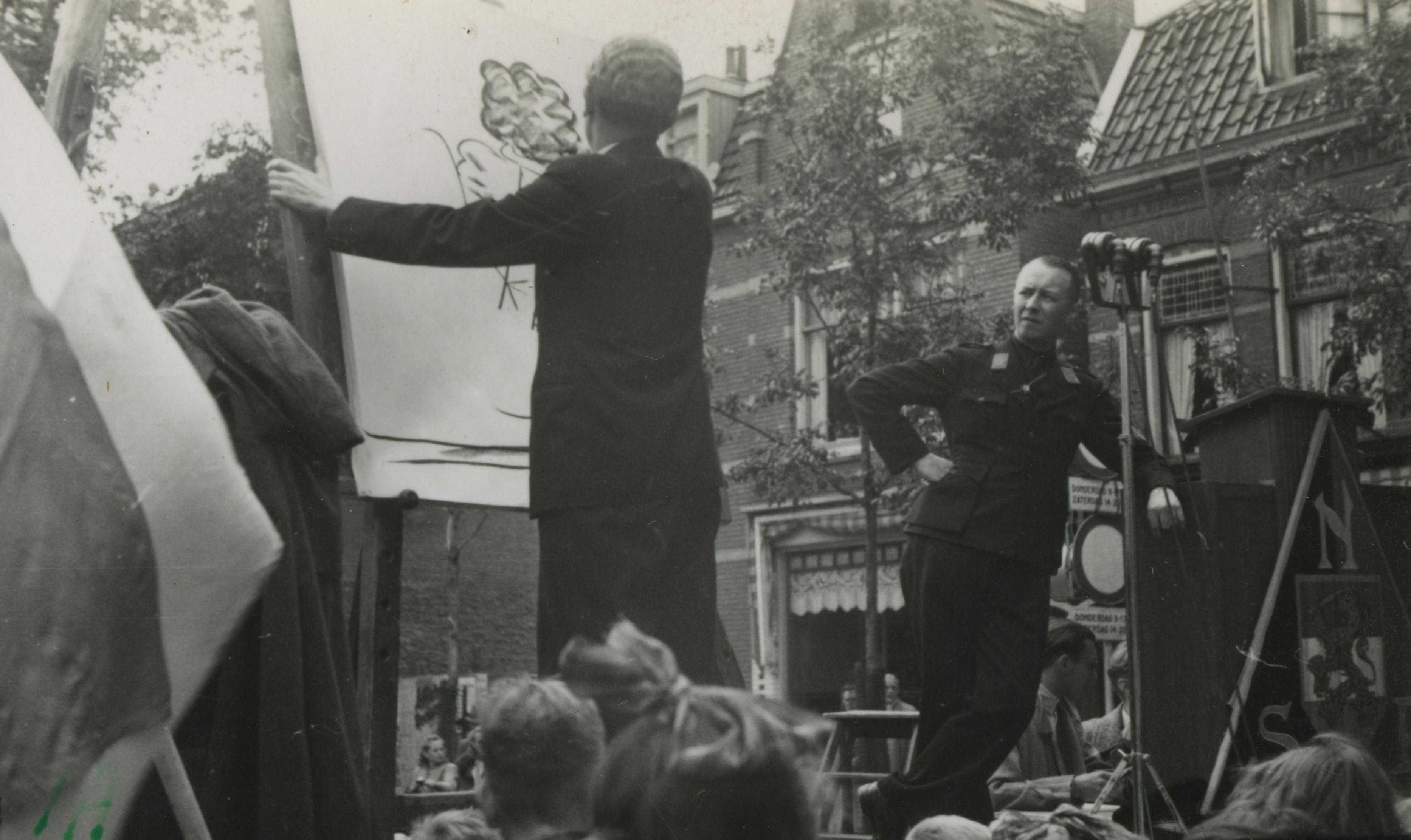
Van Deutekom aan het werk als sneltekenaar. NSB'er Duijn kijkt toe (1 augustus 1943)

Cor van Deutekom (1895-1981), was een Nederlands striptekenaar, sneltekenaar en cartoonist.

## Biografie
Als jonge tekenaar werd Van Deutekom, in Nederlands-Indië, opgemerkt vanwege zijn tekentalent. Er zijn berichten van een aantal tentoonstellingen van zijn werk. Met name zijn krijt- en pentekeningen, maar ook sommige pastels en aquarellen werden door lokale kranten uitgelicht en besproken.
Van Deutekom specialiseerde zich in het maken van spotprenten en karikaturen, zo maakte hij diverse politieke prenten voor dagbladen in Nederlands-Indië. Daarnaast was hij actief als reclame-tekenaar. In 1933 leverde hij een vijftal tekeningen aan voor een schilderijen-expositie van de kunstkring op Simpang. De expositie was speciaal gericht op de in Indië gevestigde schilders en tekenaars. Van Deutekom kreeg naar aanleiding van deze expositie wederom erkenning voor zijn tekentalenten en de humor die hij in zijn werk had verwerkt.
Van Deutekom combineerde zijn talent voor tekenen en zijn humor door zich te ontwikkelen als sneltekenaar; als zodanig verzorgde hij optredens voor jong en oud. Deze optredens vielen in de smaak en leverden hem enige bekendheid op. Onder het pseudoniem Cornelius Deudocus heeft van Deutekom een roman gepubliceerd, Bataviaasche Portretten. In deze roman, waarschijnlijk bedoeld als roman à clef, schetst hij een aantal portretten van personen (mannen en vrouwen) die symbool zouden staan voor de Bataviase samenleving. Het boek werd wisselend ontvangen en kreeg destijds stevige kritieken, met name vanwege het banale karakter.
In 1936 besloot Van Deutekom terug te keren naar Nederland.
In de Tweede Wereldoorlog werkte hij voor de Nenasu, de Nederlandse Nationaal-Socialistische uitgeverij. Ook illustreerde hij een boek van Max Blokzijl en een van Jan Rudolf Hommes. Hij volgde Peter Beekman op als tekenaar van Rare, Maar Ware Commentaren in Volk en Vaderland en hij tekende politieke prenten voor Het Nationale Dagblad. Het werken voor de vijand bleef in Nederlands-Indië niet onopgemerkt en leidde tot het scherpe commentaar: Pecunia non olet! (geld stinkt niet).
Uit beeldmateriaal van het Nederlands Instituut voor Oorlogsdocumentatie (NIOD) blijkt dat Van Deutekom ook actief was als sneltekenaar in Nederland, ter ondersteuning van de Nationaal-Socialistische Beweging. Door middel van zijn (antisemitische) karikaturen gaf hij een visuele ondersteuning aan de toespraken van de NSB'ers en/of beantwoordde hij vragen uit het publiek.
Een aantal politieke prenten van Van Deutekom maakte onderdeel uit van de tentoonstelling De Strijdvaardige Prent in De Amsterdamse Galerij. Hoewel zijn tekeningen zich onderscheidden van andere prenten uit de periode van de Tweede Wereldoorlog, werden er wel vraagtekens gezet bij de aanwezigheid van dergelijke prenten binnen deze tentoonstelling.
Vanaf februari 1943 heeft Van Deutekom ook een serie striptekeningen verzorgd voor het Twentsch Nieuwsblad, over het aapje Joco.